# Zonophora supratriangularis
Zonophora supratriangularis – gatunek ważki z rodziny gadziogłówkowatych (Gomphidae). Występuje na terenie Ameryki Południowej.